# Hidryta simplex
Hidryta simplex là một loài tò vò trong họ Ichneumonidae.